# Province de Yala
Pour les articles homonymes, voir Yala.
Yala (en thaï : ยะลา) est une province (changwat) de Thaïlande.
Elle est située dans le sud du pays. Sa capitale est la ville de Yala.

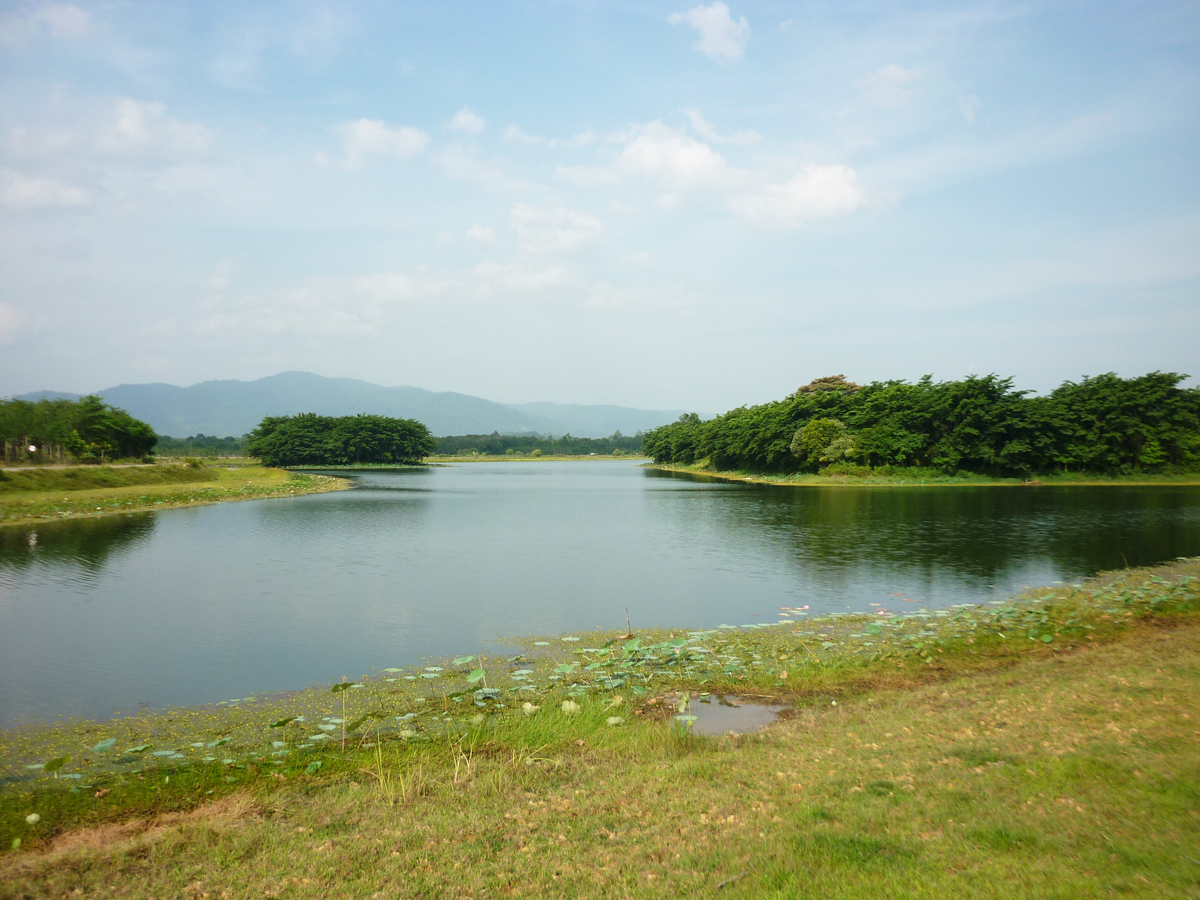
Bueng Nam Sai, un lac naturel du district de Raman

## Histoire
Avec les provinces de Narathiwat et de Pattani, Yala faisait autrefois partie du royaume malais de Patani. Le territoire a été annexé par le Siam dans le cadre d'un traité avec les Anglais en 1909. La majorité des habitants est musulmane, d'origine malaise. Depuis 2004 des mouvements séparatistes sont à l'origine de vagues d'attentats. Le gouvernement thaïlandais a engagé en février 2013 des pourparlers avec les rebelles en proposant à ces provinces un statut de région administrative spéciale.

## Subdivisions

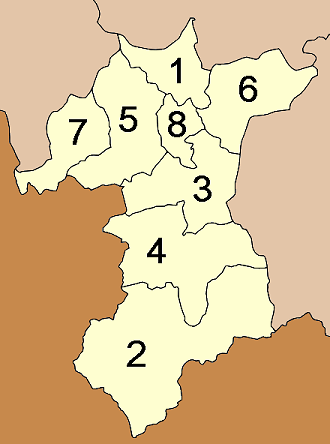
Carte des amphoe de la province de Yala.

Yala est subdivisée en 8 districts (amphoe) : Ces districts sont eux-mêmes subdivisés en 56 sous-districts (tambon) et 341 villages (muban).
Parmi les districts, on trouve celui de Betong (n°2).